# وطنم ایران
وطنم ایران نام یک آلبوم موسیقی با صدای محمد معتمدی و آهنگ‌سازی استاد محمدرضا لطفی است که در سبک سنتی ایرانی و در مایه دشتی با اجرای گروه همنوازان شیدا تهیه شده و دارای ۱۰ آهنگ است.
اشعار این آلبوم از مولانا، حافظ، باباطاهر، ه. الف سایه و محمدرضا لطفی است.

## شرح آلبوم
در این آلبوم هنرمندانی چون محمدرضا لطفی، فرخ مظهری، مازیار شاهی، آرش کامور، هوشمند عبادی، هادی آذرپیرا و… به نوازندگی پرداخته‌اند.

### فهرست آهنگ‌ها
- پیش‌درآمد
- تکنوازی سه تار
- چهارمضراب
- ساز و آواز
- ضربی اوج (همراه با آواز)
- ساز و آواز
- وطنم ایران (شعر تصنیف: محمدرضا لطفی)
- ساز و آواز
- تصنیف مژده
- رنگ